# Nhớ đến anh
Nhớ đến anh (tên gốc tiếng Anh: Remember Me) là một bộ phim tình cảm lãng mạn sản xuất năm 2010 ở Mỹ, đạo diễn bởi Allen Coulter, kịch bản bởi Will Fetters. Phim có sự tham gia diễn xuất của Robert Pattinson, Emilie de Ravin, Chris Cooper, Lena Olin và Pierce Brosnan.

## Nội dung
Tại thành phố New York năm 1991, 1 cô bé 11 tuổi tên là Alyssa "Ally" Craig đã làm chứng cho cái chết của mẹ cô trên một sân ga tàu điện ngầm ở New York, tại khu F đại lộ 18 và đại lộ McDonald, Brooklyn. 10 năm sau, Ally(Emilie de Ravin) là một sinh viên tại đại học New York. Cô sống ở nhà dưới sự bảo vệ quá mức cần thiết của người cha thám tử, Neil(Chris Cooper).
Tyler Hawkins(Robert Pattinson), 1 chàng trai 21 tuổi buồn rầu, lạc lối đang học ở một số lớp nào đó tại đại học New York và làm việc tại một hiệu sách. Anh có một mối quan hệ khá căng thẳng với người cha bận bịu, Charles(Pierce Brosnan) từ khi anh của anh tự tử. Charles lờ đi đứa con nhỏ tuổi nhất, Caroline(Ruby Jerins), người mà Tyler rất gần gũi.
Một buổi tối, Tyler và bạn cùng phòng của anh ấy Aidan(Tate Ellington) nhận ra họ gặp rắc rối với ngài thám tử Neil. Không lâu sau, Aidan bắt gặp cha của Ally, Neil đưa cô đến trường. Anh ta quyết định trả thù ngày thám tử bằng cách thuyết phục Tyler ngủ với Ally sau đó vứt bỏ cô. Tyler miễn cưỡng đồng ý gặp cô. Sau khi trải qua một thời gian bên nhau, Ally và Tyler vượt qua sự bối rối trong cuộc sống của họ và bắt đầu yêu nhau. Sau khi Ally ngủ lại nhà Tyler, giữa cô và bố xảy ra một cuộc cãi vả, để rồi kết thúc bằng việc bố cô đánh cô. Ally chuyển đến ở với Tyler và Aidan. Bạn của Neil, 1 cảnh sát, nhận ra Ally và Tyler đang ở trên một chuyến tàu trở về từ bãi biển sau kì nghỉ với gia đình anh ấy. Ông Neil xông vào căn hộ củ Tyler và đương đầu với anh. Tyler chọc tức Neil bằng cách thú nhận đó là kế hoạch của Aiden và là lý do của lần đầu tiên anh gặp Ally, để rồi anh phải thú nhận tất cả với Ally. Cô ấy rời bỏ anh một cách giận dữ và trở về nhà với bố. Cặp đôi trở nên xa lánh cho đến khi Aidan đến gặp cô và giải thích rằng chỉ anh mới là người có lỗi, và rằng Tyler đã yêu cô một cách chân thành. và rồi họ trở về với nhau khi đi dạo trong công viên với Caroline. Tyler cũng nhận ra bố anh thực chất rất quan tâm tới các con của mình. Anh tới văn phòng của bố đúng vào hôm diễn ra vụ khủng bố 11/9. Phim kết thúc với cảnh Ally ngồi trên tàu điện ngầm và mỉm cười.

## Diễn viên
- Robert Pattinson vai Tyler Keats Hawkins
- Emilie de Ravin vai Alyssa "Ally" Craig
- Chris Cooper vai Neil Craig
- Lena Olin vai Diane Hirsch
- Pierce Brosnan vai Charles Hawkins
- Martha Plimpton vai Helen Craig
- Ruby Jerins vai Caroline Hawkins
- Gregory Jbara vai Les Hirsch
- Tate Ellington vai Aidan Hall
- Kate Burton vai Janine
- Peyton List vai Samantha
- Chris McKinney vai Leo
- Meghan Markle vai Megan